# Oberes Donautal zwischen Beuron und Sigmaringen

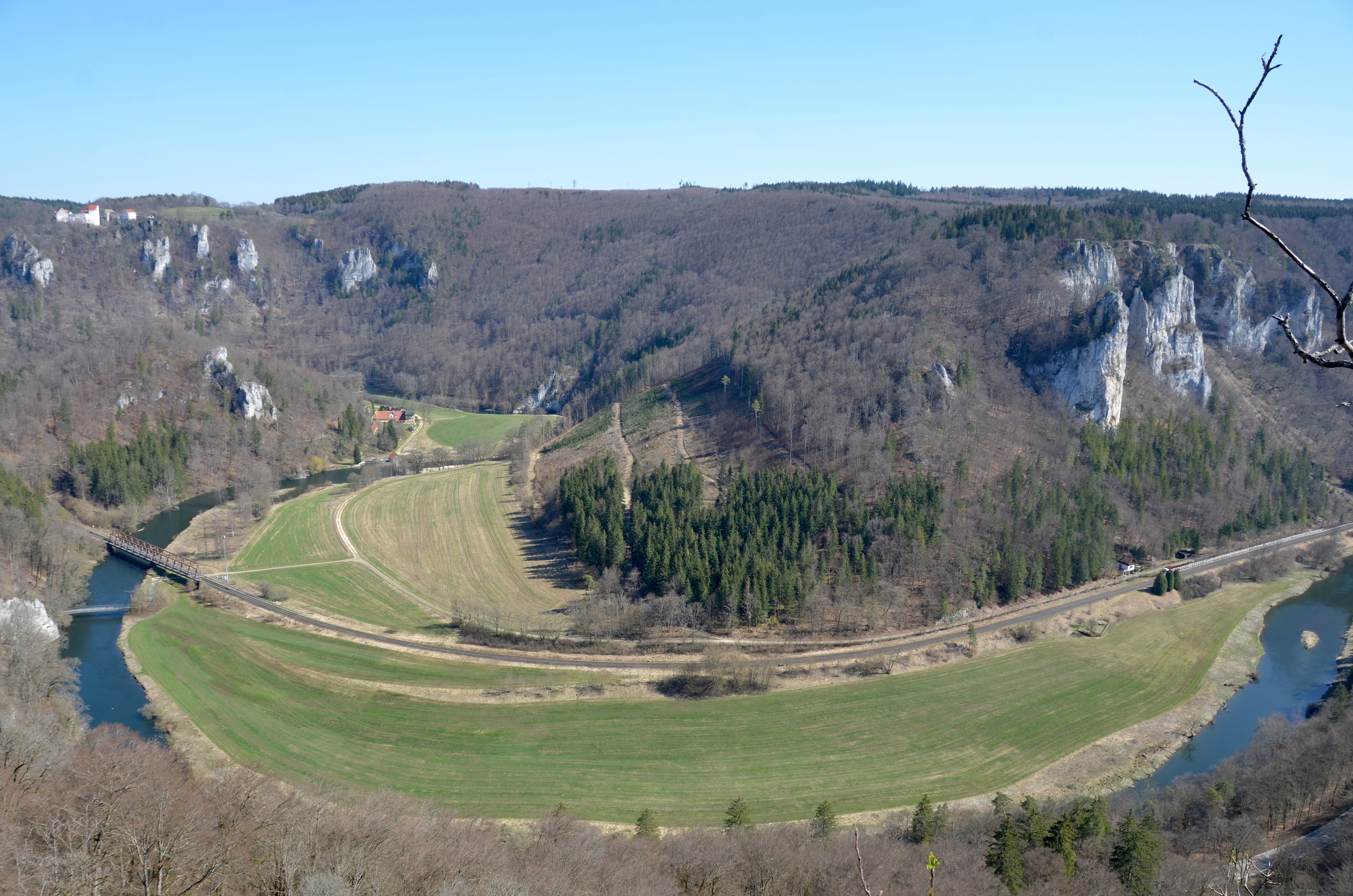
Mäanderbildung zwischen Beuron und Sigmaringen

Das Gebiet Oberes Donautal zwischen Beuron und Sigmaringen ist ein mit Verordnung vom 1. Januar 2005 durch die Regierungspräsidien Freiburg und Tübingen nach der Richtlinie 92/43/EWG (Fauna-Flora-Habitat-Richtlinie) ausgewiesenes Schutzgebiet (Schutzgebietskennung DE-7920-342) im Süden des deutschen Landes Baden-Württemberg.

## Lage
Das rund 2.700 Hektar (ha) große Schutzgebiet „Oberes Donautal zwischen Beuron und Sigmaringen“ gehört zu den Naturräumen Hohe Schwabenalb, Baaralb und Oberes Donautal und Mittlere Flächenalb. Es erstreckt sich von Fridingen an der Donau im Westen entlang des Donautals bis Sigmaringen im Osten in zwei Landkreisen, sechs Gemeinden und zwei Städten:
- Landkreis Sigmaringen (2.598,8 ha = 94 %)
  - Gemeinden Beuron (1.732,57 ha = 63 %), Inzigkofen (243,64 ha = 9 %), Leibertingen (162,43 ha = 6 %), Schwenningen (27,07 ha = 1 %) und Stetten am kalten Markt (135,36 ha = 5 %)
  - Stadt Sigmaringen (297,79 ha = 10 %)
- Landkreis Tuttlingen (162,4 ha = 6 %)
  - Gemeinde Irndorf (135,36 ha = 5 %)
  - Stadt Fridingen an der Donau (27,07 ha = 1 %)

## Schutzzweck
Wesentlicher Schutzzweck ist die Erhaltung eines Durchbruchstals der Donau mit steilen Hanglagen, naturnahen Buchenwäldern, Hang-Mischwäldern, großen Felspartien, Höhlen, Schutthalden, Intensiv-Gründland in der Aue sowie Flachland-Mähwiesen und Magerrasen in den Hanglagen.

### Lebensraumtypen
Folgende Lebensraumtypen nach Anhang I der FFH-Richtlinie kommen im Gebiet vor:
| EU Code | * | Lebensraumtyp (offizielle Bezeichnung)                                                                          | Kurzbezeichnung                              |
| ------- | - | --- | -------------------------------------------- |
| 3150    |   | Natürliche eutrophe Seen mit einer Vegetation des Magnopotamions oder Hydrocharitions                           | Natürliche nährstoffreiche Seen              |
| 3260    |   | Flüsse der planaren bis montanen Stufe mit Vegetation des Ranunculion fluitantis und des Callitricho-Batrachion | Fließgewässer mit flutender Wasservegetation |
| 3270    |   | Flüsse mit Schlammbänken mit Vegetation des Chenopodion rubri p.p. und des Bidention p.p.                       | Schlammige Flussufer mit Pioniervegetation   |
| 40A0    | * | Subkontinentale peripannonische Gebüsche                                                                        | Felsenkirschen-Gebüsche*                     |
| 6110    | * | Lückige basophile oder Kalk-Pionierrasen (Alysso-Sedion albi)                                                   | Kalk-Pionierrasen                            |
| 6210    |   | Naturnahe Kalk-Trockenrasen und deren Verbuschungsstadien (Festuco-Brometalia)                                  | Kalk-Magerrasen                              |
| 6230    | * | Artenreiche montane Borstgrasrasen (und submontan auf dem europäischen Festland) auf Silikatböden               | Artenreiche Borstgrasrasen                   |
| 6430    |   | Feuchte Hochstaudenfluren der planaren und montanen bis alpinen Stufe                                           | Feuchte Hochstaudenfluren                    |
| 6510    |   | Magere Flachland-Mähwiesen (Alopecurus pratensis, Sanguisorba officinalis)                                      | Magere Flachland-Mähwiesen                   |
| 7220    | * | Kalktuffquellen (Cratoneurion)                                                                                  | Kalktuffquellen                              |
| 8160    | * | Kalkhaltige Schutthalden der collinen bis montanen Stufe Mitteleuropas                                          | Kalkschutthalden                             |
| 8210    |   | Kalkfelsen mit Felsspaltenvegetation                                                                            | Kalkfelsen mit Felsspaltenvegetation         |
| 8310    |   | Nicht touristisch erschlossene Höhlen                                                                           | Höhlen und Balmen                            |
| 9130    |   | Waldmeister-Buchenwald (Asperulo-Fagetum)                                                                       | Waldmeister-Buchenwald                       |
| 9150    |   | Mitteleuropäischer Orchideen-Kalk-Buchenwald (Cephalanthero-Fagion)                                             | Orchideen-Buchenwälder                       |
| 9180    | * | Schlucht- und Hangmischwälder (Tilio-Acerion)                                                                   | Schlucht- und Hangmischwälder                |
| 91E0    | * | Auen-Wälder mit Alnus glutinosa und Fraxinus excelsior (Alno-Padion, Alnion incanae, Salicion albae)            | Auenwälder mit Erle, Esche, Weide            |
| 91U0    |   | Kiefernwälder der sarmatischen Steppe                                                                           | Steppen-Kiefernwälder                        |

### Lebensraumklassen
|                                                                |                                                                |  |      |      |
| Laubwald                                                       | Laubwald                                                       |  | 47 % | 47 % |
| Nadelwald                                                      | Nadelwald                                                      |  | 13 % | 13 % |
| Feuchtes und mesophiles Grünland                               | Feuchtes und mesophiles Grünland                               |  | 6 %  | 6 %  |
| Binnengewässer, fließend und stehend                           | Binnengewässer, fließend und stehend                           |  | 7 %  | 7 %  |
| trockengelegtes Gelände                                        | trockengelegtes Gelände                                        |  | 15 % | 15 % |
| Heide, Steppe, Trockenrasen                                    | Heide, Steppe, Trockenrasen                                    |  | 2 %  | 2 %  |
| Binnenlandfelsen, Geröll- und Schutthalden, Sandflächen        | Binnenlandfelsen, Geröll- und Schutthalden, Sandflächen        |  | 5 %  | 5 %  |
| anderes Ackerland                                              | anderes Ackerland                                              |  | 4 %  | 4 %  |
| Sonstige (Städte, Straßen, Deponien, Gruben, Industriegebiete) | Sonstige (Städte, Straßen, Deponien, Gruben, Industriegebiete) |  | 1 %  | 1 %  |
|                                                                |                                                                |  |      |      |

### Arteninventar
Folgende Arten von gemeinschaftlichem Interesse kommen im Gebiet vor:
| Bild                | EU Code | * | Art                 | wissenschaftlicher Name     | Artengruppe           |
| ------------------- | ------- | - | ------------------- | --------------------------- | --------------------- |
| Spanische Flagge    | 1078    | * | Spanische Flagge    | Callimorpha quadripunctaria | Schmetterlinge        |
| Alpenbock           | 1087    |   | Alpenbock           | Rosalia alpina              | Käfer                 |
| Bitterling          | 1134    |   | Bitterling          | Rhodeus sericeus            | Fische und Rundmäuler |
| Groppe              | 1163    |   | Groppe              | Cottus gobio                | Fische und Rundmäuler |
| Bechsteinfledermaus | 1323    |   | Bechsteinfledermaus | Myotis bechsteinii          | Säugetiere            |
| Großes Mausohr      | 1324    |   | Großes Mausohr      | Myotis myotis               | Säugetiere            |
| Biber               | 1337    |   | Biber               | Castor fiber                | Säugetiere            |
| Grünes Besenmoos    | 1381    |   | Grünes Besenmoos    | Dicranum viride             | Moose                 |

## Bedeutung
Im Schutzgebiet, das Zentrum des Durchbruchstals der Donau durch die Schwäbische Alb mit Altwasserarmen und Umlaufbergen, gibt es eine enge Vernetzung von Extremstandorten (primär waldfreie, xerotherme Felsen, Schutthalden), einen hohen Anteil an natürlichen bzw. naturnahen Standorten mit besonders vielen seltenen und gefährdeten Arten, Burgruinen und Resten ehemaliger Befestigungen, prähistorisch-archäologisch bedeutsamen Höhlen oder Balmen.

## Zusammenhängende Schutzgebiete
Mit dem FFH-Gebiet „Oberes Donautal zwischen Beuron und Sigmaringen“ sind der „Naturpark Obere Donau“, die FFH-Gebiete „Schmeietal“ (7820-341), „Donau zwischen Riedlingen und Sigmaringen“ (7922-342) und „Großer Heuberg und Donautal“ (7919-311), die Naturschutzgebiete „Stiegelesfels-Oberes Donautal“ (3.271) und „Untere Au“ (4.205), die Landschaftsschutzgebiete „Donau- und Schmeiental“ (4.37.036), „Feldmarkung Irndorf“ (3.27.064) und „Donautal mit Bära- und Lippachtal“ (3.27.060) sowie das Vogelschutzgebiet „Südwestalb und Oberes Donautal“ (7820-441) als zusammenhängende Schutzgebiete ausgewiesen.